# Сент Огастин Бич (Флорида)
Сент Огастин Бич (енгл. St. Augustine Beach) град је у америчкој савезној држави Флорида. По попису становништва из 2010. у њему је живело 6.176 становника.

## Демографија
Према попису становништва из 2010. у граду је живело 6.176 становника, што је 1.493 (31,9%) становника више него 2000. године.
| Група             | 2000.         | 2010.         |
| Белци             | 4.432 (94,6%) | 5.734 (92,8%) |
| Афроамериканци    | 15 (0,3%)     | 50 (0,8%)     |
| Азијати           | 54 (1,2%)     | 74 (1,2%)     |
| Хиспаноамериканци | 129 (2,8%)    | 232 (3,8%)    |
| Укупно            | 4.683         | 6.176         |